# Cà Mau

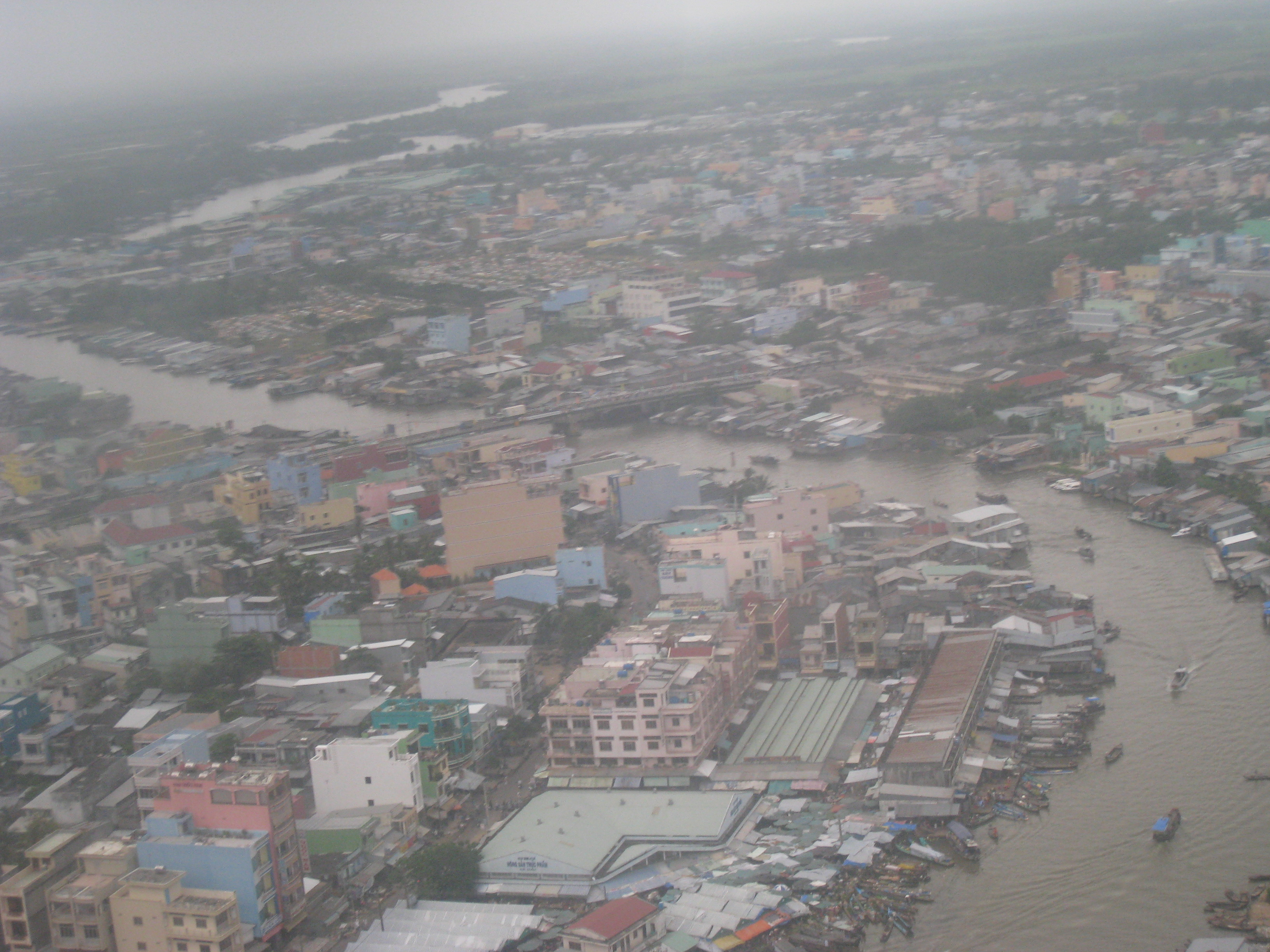
Cà Mau

Cà Mau város Vietnám délnyugati részén, Cà Mau tartomány székhelye. Körülbelül 360 km-re délre található az ország legnagyobb településétől, Ho Si Minh-várostól. A Cà Mau repülőtér (vietnámiul Sân bay Cà Mau) egy kis repülőtér Cà Mau tartományban.